# Semimytilus
Semimytilus is een geslacht van tweekleppigen uit de familie van de Mytilidae.

## Soorten
- Semimytilus algosus (Gould, 1850)
- Semimytilus pseudocapensis (Lamy, 1931)